# Leggadina forresti
Leggadina forresti  (Thomas, 1906) è un roditore della famiglia dei Muridi endemico dell'Australia.

## Descrizione

### Dimensioni
Roditore di piccole dimensioni, con la lunghezza della testa e del corpo tra 70 e 100 mm, la lunghezza della coda tra 45 e 70 mm, la lunghezza del piede tra 14 e 19 mm, la lunghezza delle orecchie tra 11 e 14 mm e un peso fino a 25 g.

### Aspetto
Le parti superiori sono bruno-giallastre o fulvo-grigiastre, cosparse di peli più scuri, mentre le parti inferiori sono bianche. La linea di demarcazione lungo i fianchi è netta. Sono presenti delle chiazze biancastre sotto gli occhi. Il muso è largo e smussato. Le orecchie sono piccole e arrotondate. La coda è più corta della testa e del corpo, è tozza, grigia sopra e più chiara sotto, ricoperta di pochi peli sparsi e con circa 25 anelli di scaglie per centimetro. Il cariotipo è 2n=48 FN=52.

## Biologia

### Comportamento
È una specie terricola e notturna. Si rifugia in nidi d'erba all'interno di tane e cunicoli.

### Alimentazione
Si nutre di semi, parti vegetali e artropodi.

### Riproduzione
Le femmine danno alla luce 3-4 piccoli alla volta, principalmente dopo le stagioni piovose.

## Distribuzione e habitat
Questa specie è diffusa nelle zone aride e semi-aride dell'Australia centrale, dal Bacino del Lago Eyre fino al Territorio del Nord.
Vive in praterie, pianure argillose e boscaglie basse. Talvolta è stato osservato anche in savane alberate, praterie di Spinifex, colline rocciose e dune di sabbia.

## Tassonomia
Sono state riconosciute 4 sottospecie:
- L.f.forresti : Australia Meridionale, Nuovo Galles del Sud nord-occidentale;
- L.f.berneyi (Troughton, 1936): Queensland centrale e occidentale;
- L.f.messorius (Thomas, 1925): Isola Melrose, Australia Meridionale;
- L.f.waitei (Troughton, 1932): Territorio del Nord.

## Conservazione
La IUCN Red List, considerato il vasto areale, la popolazione numerosa e l'assenza di reali minacce, classifica L.forresti come specie a rischio minimo (Least Concern).